# وانیشوو
وانیشوو (انگلیسی: Vanyshevo) یک شهرک در شهرستان کالتاسینسکی استان باشقیرستان کشور روسیه است.